# Euchroea auripigmenta
Euchroea auripigmenta är en skalbaggsart som beskrevs av Hippolyte Louis Gory och Achille Rémy Percheron 1835. Euchroea auripigmenta ingår i släktet Euchroea och familjen Cetoniidae. Inga underarter finns listade i Catalogue of Life.